# مقاطعة شيروكي (أوكلاهوما)
مقاطعة شيروكي (بالإنجليزية: Cherokee County)‏ هي إحدى مقاطعات ولاية أوكلاهوما في الولايات المتحدة الأمريكية.